# Моултон (тауншип, Миннесота)
Моултон (англ. Moulton) — тауншип в округе Марри, Миннесота, США. На 2000 год его население составило 242 человека.

## География
По данным Бюро переписи населения США площадь тауншипа составляет 91,0 км², из которых 91,0 км² занимает суша, водоёмов нет.

## Демография
По данным переписи населения 2000 года здесь находились 242 человека, 80 домохозяйств и 70 семей.  Плотность населения —  2,7 чел./км².  На территории тауншипа расположено 85 построек со средней плотностью 0,9 построек на один квадратный километр. Расовый состав населения: 99,59 % белых и 0,41 % азиатов. Испанцы или латиноамериканцы любой расы составляли 0,41% от популяции тауншипа.
Из 80 домохозяйств в 51,3 % воспитывались дети до 18 лет, в 85,0 % проживали супружеские пары, в 2,5 % проживали незамужние женщины и в 12,5 % домохозяйств проживали несемейные люди. 10,0 % домохозяйств состояли из одного человека, при том 2,5 % из — одиноких пожилых людей старше 65 лет. Средний размер домохозяйства — 3,03, а семьи — 3,29 человека.
30,6 % населения — младше 18 лет, 10,3 % — в возрасте от 18 до 24 лет, 26,0 % — от 25 до 44, 27,3 % — от 45 до 64, и 5,8 % — старше 65 лет. Средний возраст — 34 года. На каждые 100 женщин приходилось 103,4 мужчин.  На каждые 100 женщин старше 18 приходилось 110,0 мужчин.
Средний годовой доход домохозяйства составлял 35 729 долларов, а средний годовой доход семьи —  36 750 долларов. Средний доход мужчин —  27 321  доллар, в то время как у женщин — 18 750. Доход на душу населения составил 12 395 долларов. За чертой бедности находились 8,1 % семей и 8,6 % всего населения тауншипа, из которых 8,6 % младше 18 лет.